# Gevaarlijke stoffen

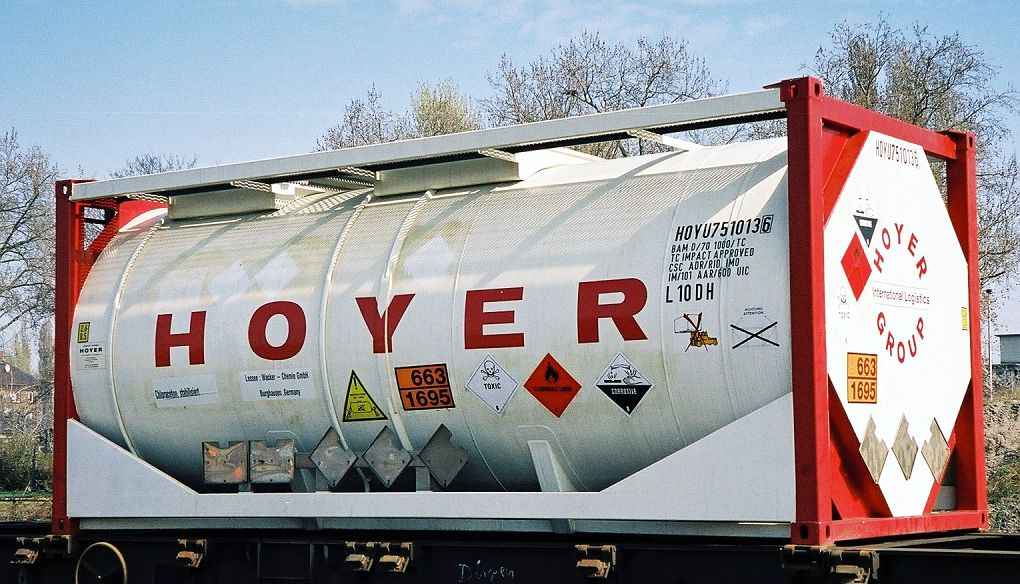
Tanktainer geladen met VN-nummer 1695 (chlooraceton, gestabiliseerd).

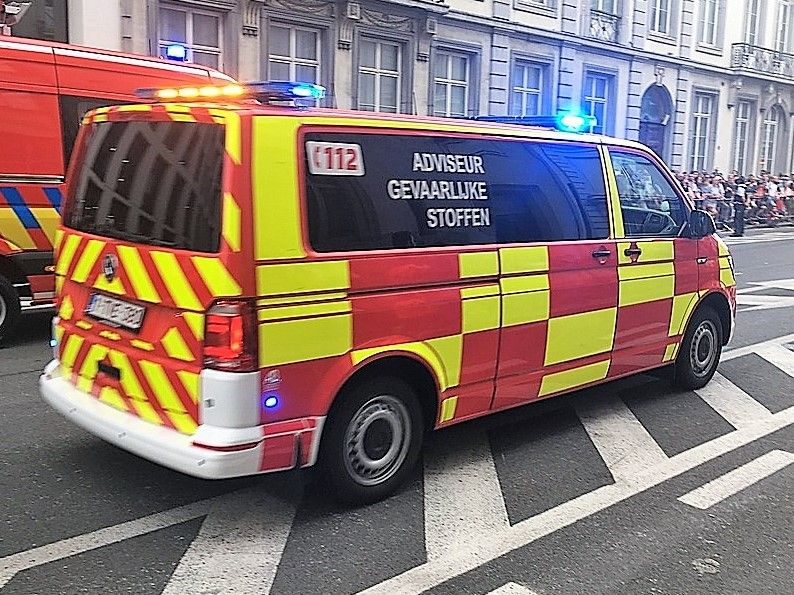
Voertuig van een Adviseur Gevaarlijke Stoffen (AGS) in België.

Gevaarlijke stoffen zijn stoffen die, door hun intrinsieke eigenschappen of de omstandigheden waaronder ze voorkomen, gevaar, schade of ernstige hinder voor mens, dier of milieu kunnen veroorzaken. Gevaarlijke stoffen worden geclassificeerd naar hun intrinsieke eigenschappen of naar de omstandigheden waaronder ze voorkomen in gevarenklassen, die per wetgeving verschillen. Onder het GHS moet dit geharmoniseerd worden. Er zijn verschillende nationale en internationale wetten en voorschriften van toepassing voor productie, vervoer, opslag, gebruik en afvalverwerking waarbij de exacte definitie kan verschillen. Voor de internationale regelgeving dienen de VN-aanbevelingen voor het vervoer van gevaarlijke goederen als leidraad. De onder de vervoerswetgeving vallende gevaarlijke stoffen hebben een uniek VN-nummer. Risico's van een gevaarlijke stof zijn vastgelegd in een veiligheidsinformatieblad voor die stof, of vereenvoudigd beschikbaar in werkinstructiekaarten.

## Verdragen
| Soort vervoer | Internationaal verdrag | Code      |
| ------------- | ---------------------- | --------- |
| Spoorweg      | COTIF                  | RID       |
| Binnenvaart   | ADNR                   |           |
| Wegvervoer    | ADR                    |           |
| Zeevaart      | SOLAS                  | IMDG-code |
| Luchtvaart    | IATA/ICAO              |           |

Naast deze vervoersverdragen bestaan er ook internationale afspraken die zich richten op de registratie van gevaarlijke stoffen, zoals REACH en GHS.
Daarnaast zijn er richtlijnen die betrekking hebben op de productie wanneer er explosiegevaar aanwezig is, zoals ATEX.
Omdat het werken met gevaarlijke stoffen risico’s met zich meebrengt, bestaan er bovendien aanvullende regels om grote ongevallen te voorkomen. Een voorbeeld hiervan is de Aanvullende Risico-Inventarisatie en -Evaluatie (ARIE).

## Terminologie
De termen gevaarlijke stoffen, gevaarlijke goederen en gevaarlijke lading worden alle gebruikt, maar betekenen niet noodzakelijk hetzelfde.
In de scheepvaart wordt met gevaarlijke lading de lading bedoeld die door de wijze waarop deze per schip wordt vervoerd een gevaar kan opleveren voor schip en bemanning, doordat zij bijvoorbeeld kunnen overgaan. Hiertoe behoren ertsen en concentraten, steenkool, graan in bulk en gezaagd hout aan dek. Gevaarlijke stoffen in bulk worden ook als gevaarlijke lading beschouwd.

## Gevaar eigenschappen
Bij de meeste gevaarlijke stoffen is één gevaarseigenschap bepalend, maar combinaties komen ook voor. Een onderverdeling wordt gemaakt in:
- ontvlambaar;
- houder onder druk;
- giftige stof;
- explosief;
- schadelijk voor het milieu;
- oxiderend;
- bijtend;
- lange termijn gezondheidsgevaarlijk;

## Productie
In Europa geldt het REACH-systeem voor registratie, evaluatie en toelating van chemische stoffen die in de Europese Unie geproduceerd of geïmporteerd worden. Hierbij wordt onder andere onderscheid gemaakt tussen PBT- en zPzB-stoffen en CMR-stoffen.

## Vervoer

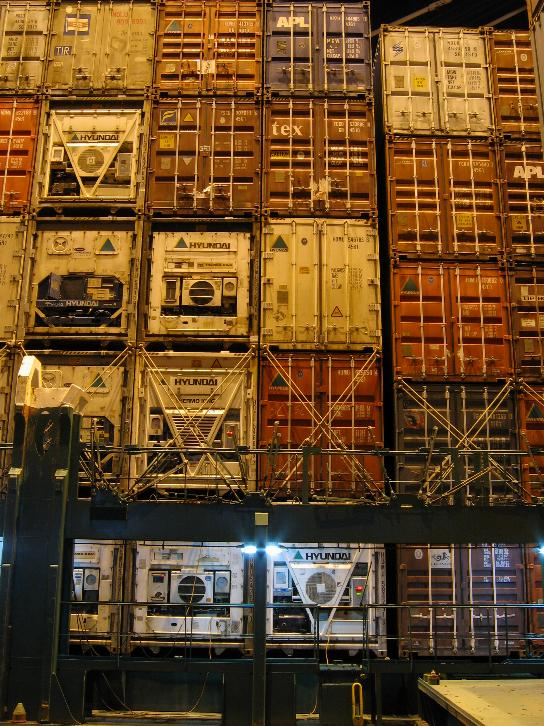
Verschillende soorten gevaarlijke stoffen kunnen niet zonder meer bij elkaar geplaatst worden, er worden eisen gesteld aan de segregatie hiervan.

De eisen die gesteld worden aan het vervoer van gevaarlijke stoffen zijn onder te verdelen in:
- classificatie;
- verpakking;
- etikettering;
- samenlading;
- segregatie;
- noodprocedures;
- procedures voor eerste hulp;
- controle.

## Opslag
De eisen die worden gesteld aan de opslag van gevaarlijke stoffen zijn in Nederland geregeld met de Publicatiereeks Gevaarlijke Stoffen.
Men dient zich bij veilig opslaan van gevaarlijke afvalstoffen te houden aan de PGS15-wetgeving, wat betekent dat men zich aan de volgende eisen moet houden:
- onbevoegden mogen geen toegang kunnen krijgen
- in sommige situaties is ventilatie nodig
- bij calamiteiten behoren stoffen zo opgeslagen te zijn dat ze niet exploderen
- bepaalde stoffen mogen niet bij elkaar opgeslagen worden
- brandgevaarlijke goederen dienen te worden opgeslagen in een brandwerende kast

Veiligheidsadviseur gevaarlijke stoffen
Met ingang van 1 januari 2000 geldt een Europese Richtlijn (96/35/EG) die ondernemingen die zich bezighouden met vervoer, los-en laadwerkzaamheden verplicht een veiligheidsadviseur in dienst te nemen.
Men moet hiervoor een certificaat halen die 5 jaar geldig is en dan weer om de 5 jaar verlengd moet worden.

## Transportongevallen
Om deskundige hulp of advies te kunnen bieden bij ongevallen bij het vervoer van gevaarlijke stoffen, ondersteunt de Europese koepel van de chemische industrie 'Cefic' in de Europese landen een ICE-regeling (Intervention in Chemical transport Emergencies). Deze nationale ICE-regelingen berusten op een samenwerking tussen chemische bedrijven enerzijds en de hulpdiensten en overheden anderzijds. Concreet kunnen de hulpdiensten bij een transportongeval via deze samenwerking een beroep doen op drie niveaus van ondersteuning:
- Niveau 1: deskundige productinformatie en advies op afstand, bijvoorbeeld via de telefoon,
- Niveau 2: bijstand van een expert ter plaatse bij het incident,
- Niveau 3: bijstand met gespecialiseerd materiaal of personeel ter plaatse bij het incident, bijvoorbeeld van een bedrijfsbrandweer.

Specifiek voor ongevallen bij maritiem transport werd in 2008 het MAR-ICE opgericht door een samenwerking van Cefic, het EMSA en het Franse CEDRE. Op dit netwerk kan door de lidstaten een beroep worden gedaan voor scheepvaartongevallen waar gevaarlijke stoffen bij betrokken zijn.

### België
De nationale ICE-regeling voor België draagt de naam 'Belintra' (Belgian Incidents with Transport of hazardous substances) en bestaat sinds 1998. Deze regeling berust op een overeenkomst tussen de Belgische federale overheid en sectorfederatie Essenscia. Bij incidenten kunnen de brandweer en de Civiele Bescherming een beroep doen op bijstand van experten of materieel uit verschillende bedrijven via twee nationale coördinatiecentra: BASF in Antwerpen voor Nederlandstalige oproepen en Solvay in Jemeppe-sur-Sambre voor Franstalige oproepen.

### Nederland
Het nationale ICE-centrum in Nederland draagt de naam 'VGS-Alert' en wordt beheerd door het bedrijf Sitech in Geleen. Dit centrum werkt samen met het Landelijk Informatiepunt Ongevallen Gevaarlijke Stoffen (LIOGS) van de DCMR Milieudienst Rijnmond. Bij incidenten kunnen de hulpdiensten in eerste instantie geadviseerd worden door het LIOGS. Via het LIOGS kan in tweede instantie een hulpverzoek gedaan worden aan VGS-Alert. Dit centrum kan dan vervolgens contact leggen met VNCI-leden of buitenlandse chemische bedrijven met specifieke expertise.

## Beleid

### Europa
Al op 27 juni 1967 werd door de Europese Raad de eerste stoffenrichtlijn (67/548/EEC) vastgesteld. Deze richtlijn was aanvankelijk gericht op het tegengaan van handelsbeperkingen voor het op de markt brengen van nieuwe stoffen en ging alleen over indeling, verpakking en kenmerking van stoffen. In latere wijzigingen werd de werking van deze richtlijn verruimd met voorzorgsbepalingen ter bescherming van mens en milieu, zoals de lozing van gevaarlijke stoffen op het oppervlaktewater (76/464/EEC). Eind jaren zeventig werd de stoffenrichtlijn uitgebreid (79/831/EEC)) met een notificatiesysteem voor gevaarlijke stoffen. Alle tot 1981 bekende gevaarlijke stoffen (oude stoffen) werden in het systeem ELINCS opgenomen. Alle stoffen die sindsdien nieuw op de markt worden gebracht, worden na het doorlopen van een procedure in het systeem EINECS opgenomen. In de jaren negentig werd de stoffenrichtlijn verder uitgebreid met risicobeoordelingen voor nieuwe stoffen (92/32/EEC).

### Bestaande/nieuwe stoffen
Deze termen zijn geïntroduceerd in richtlijn 79/831/EEC. Tot dan toe bekende stoffen staan bekend als oude stoffen en zijn opgenomen in het systeem EINECS. Het gaat om in totaal 100.106 stoffen. Stoffen die sinds 1981 nieuw op de Europese markt komen, staan bekend als nieuwe stoffen en zijn opgenomen in het systeem ELINCS. Bestaande en nieuwe stoffen worden in de Europese regelgeving verschillend behandeld. Zo geldt alleen voor nieuwe stoffen een uitgebreide notificatieprocedure. Dit verschil maakt dat fabrikanten veelal de voorkeur geven aan bestaande stoffen en dat innovatie wordt tegengehouden. Met de invoering van REACH wordt het verschil tussen bestaande en nieuwe stoffen gelijkgetrokken.

### Zwarte en grijze lijst
Zwarte- en grijze-lijststoffen hebben hun oorsprong in de gevaarlijke stoffenrichtlijn 76/464/EEC, respectievelijk in bijlage I (zwarte lijst) en bijlage 2 (grijze lijst). De 8 zwarte-lijststoffen zijn stoffen geselecteerd op basis van hun toxiciteit, persistentie en bioaccumulatie, zoals organische halogeenverbindingen, carcinogene stoffen en kwik- en cadmiumverbindingen. Grijze-lijststoffen zijn minder schadelijke stoffen als zink-, koper- en loodverbindingen, cyanide en ammoniak. Zwarte-lijststoffen worden door EG-regels aangepakt en grijze-lijststoffen door regelgeving in de lidstaten zelf. In 1982 werd de zwarte lijst aangevuld met 129 (later 132) kandidaat-stoffen. De bedoeling was dat alle zwarte-lijststoffen gereguleerd zouden worden, maar dit is tot nu toe slechts met 18 stoffen gebeurd. Er is lange tijd onduidelijkheid geweest of de resterende 122 stoffen nu als zwarte- of als grijze-lijststof moesten worden behandeld door de lidstaten.

### Prioritaire-stoffenlijst
De afgelopen 20 jaar is de kandidaat-stoffenlijst I geleidelijk omgevormd tot prioritaire-stoffenlijst. In Nederland werd in het eerste Nationaal Milieubeleidsplan (NMP1, 1988) voor het eerst een lijst met 50 prioritaire stoffen gepresenteerd. In 2001 kreeg de Nederlandse staat een boete van de EG omdat ze niet alle 141 stoffen uit de Europese prioritaire-stoffenlijst had overgenomen en hier geen waterkwaliteitsdoelstellingen voor had vastgesteld. Daarop heeft Nederland in de Regeling milieukwaliteitseisen gevaarlijke stoffen oppervlaktewateren de lijst tot 162 prioritaire stoffen uitgebreid.
In Europa wordt de richtlijn gevaarlijke stoffen (76/464/EEC) geleidelijk vervangen door de nieuwe prioritaire-stoffenrichtlijn (2008/105/EC) als onderdeel van de Kaderrichtlijn Water. Vooralsnog zijn slechts 33 prioritaire stoffen hierin ondergebracht, waarvan 11 als prioritair gevaarlijk worden aangemerkt.
In Nederland heeft het ministerie van VROM in 2006 een voorstel gedaan om de lijst met prioritaire stoffen verder te laten groeien. In deze lijst zijn alle stoffen opgenomen die op een of meer nationale of internationale prioriteitenlijsten voorkomen. De lijst richt zich naast het compartiment water ook op het compartiment lucht.